# Obergerlafingen
Obergerlafingen là một đô thị thuộc huyện hành chính Wasseramt, bang Soloturn, Thụy Sĩ. Đô thị này có diện tích km2, dân số thời điểm tháng 12 năm 2009 là người.

## Liên kết ngoài

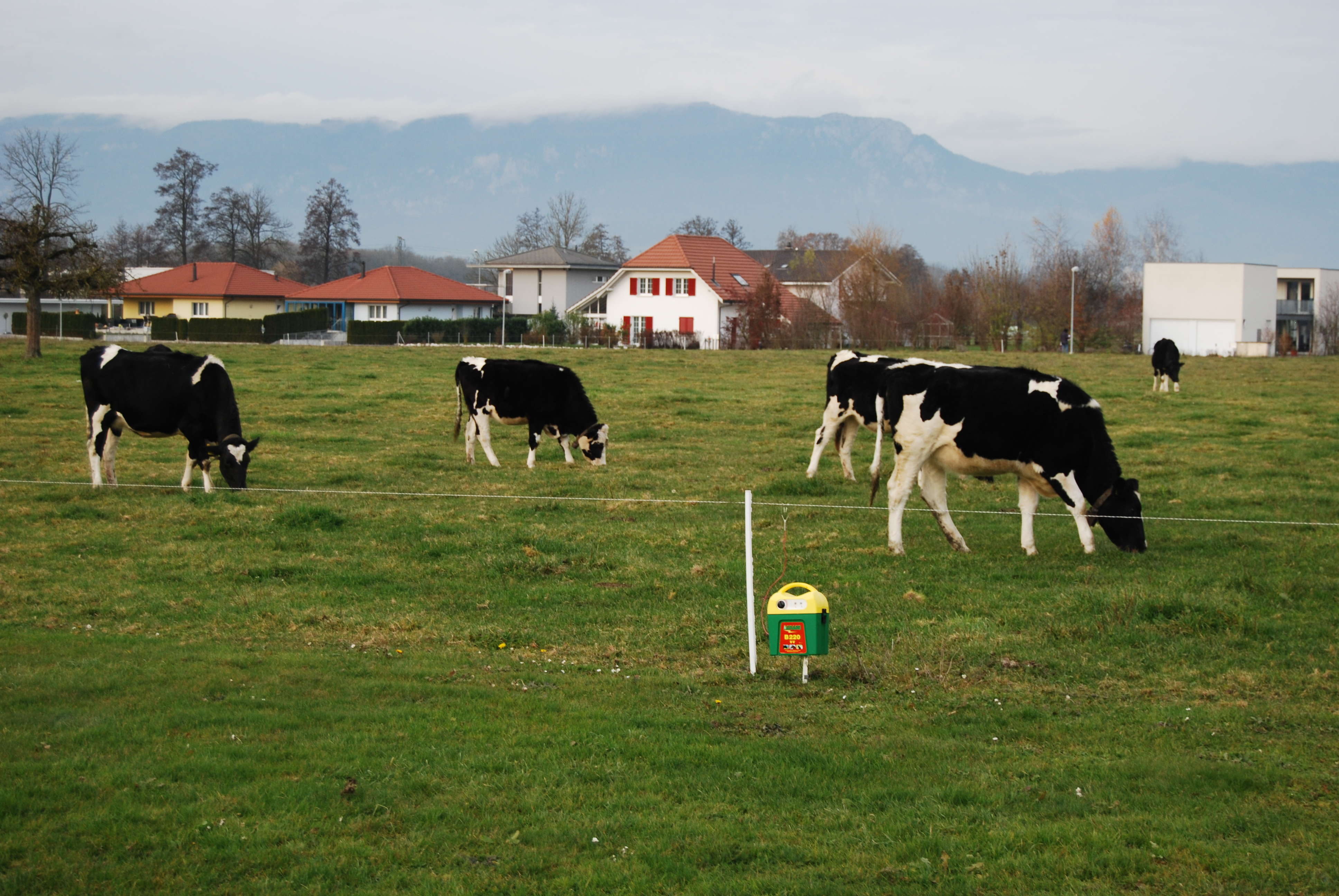
Obergerlafingen